# Авдій
Авді́́й, Овдій — чоловіче особове ім'я.